# Cymothoe coranus
Cymothoe coranus är en fjärilsart som beskrevs av Smith 1889. Cymothoe coranus ingår i släktet Cymothoe och familjen praktfjärilar. Inga underarter finns listade i Catalogue of Life.